# Dachau (huyện)
Dachau là một huyện ở bang Bayern, Đức. Huyện này giáp các huyện (từ phía nam theo chiều kim đồng hồ): Fürstenfeldbruck, Aichach-Friedberg, Pfaffenhofen, Freising và München, và giáp thành phố München.

## Lịch sử
Huyện đã được lập năm 1952. Có một thay đổi nhỏ về địa giới trong cuộc cải cách hành chính năm 1972.

## Địa lý
Huyện này trải từ ngoại ô tây bắc của München đến vùng Dachauer Land. Đây là một vùng quê đồi núi nhưng hiện có dân cư đông đúc. Vùng đô thị München đang tiến dẫn vào lãnh thổ huyện này.

## Thị xã và đô thị
| Thị xã    | Đô thị | |
| --------- | --- | --- |
| 1. Dachau | 1. Altomünster 2. Bergkirchen 3. Erdweg 4. Haimhausen 5. Hebertshausen 6. Hilgertshausen-Tandern 7. Karlsfeld | 1. Markt Indersdorf 2. Odelzhausen 3. Petershausen 4. Pfaffenhofen an der Glonn 5. Röhrmoos 6. Schwabhausen 7. Sulzemoos 8. Vierkirchen 9. Weichs |